# Polyrhachis hippomanes
Polyrhachis hippomanes é uma espécie de formiga do gênero Polyrhachis, pertencente à subfamília Formicinae.